# Stefanie van Leersum
Stefanie van Leersum (Rotterdam, 3 mei 1990) is een Nederlandse actrice. In 2012 studeerde ze af aan de Toneelacademie Maastricht. Daarna speelde Van Leersum onder meer bij Toneelgroep Maastricht, de Appel, het Zuidelijk Toneel, Oostpool, Het Nationale Toneel, de Toneelmakerij en Jan Vos. Bij deze laatste speelde ze in 2015 de voorstelling “Mansholt”, die geselecteerd was voor het theaterfestival 2015.
Ze speelde in televisieseries als Van God Los, Danni Lowinski, Flikken Maastricht, Celblok H, Tessa, Project Orpheus, Smeris en vertolkte de hoofdrol in de telefilm Het Bestand. De in 2012 uitgekomen korte film ‘Sevilla’ won een Gouden Kalf mede dankzij de verdienste van haar acteerwerk. In de serie ‘Project Orpheus’ speelde Van Leersum een hoofdrol, waarmee ze een nominatie binnensleepte voor een Zilveren Notekraker (Beste Nieuwkomer). 
Van Leersum was te zien in de voorstelling ‘GAS’ van toneelgroep Jan Vos en vanaf januari 2019 speelde ze bij de Toneelmakerij in de voorstelling ‘’Snowflake’’. 

## Filmografie
- 2010: Tien torens diep als Martha
- 2012: Van God Los als Kat
- 2012: Sevilla als Kaat
- 2014: Zes Dates als Sara
- 2014: Flikken Maastricht als Sandy
- 2014: Suspicious Minds als Sara
- 2014: Moordvrouw als Kim Dijkgraaf
- 2015: Tessa als Daniëlle 'Daan' Blom
- 2016: Project Orpheus als Nienke de Wit
- 2016: Queer Amsterdam als Sam
- 2016: All In Kitchen als Esmee Brood
- 2016: Celblok H als Ankie
- 2016: Tonio als Jenny
- 2017: Smeris als Destiny van Nuenen
- 2017: Het bestand als Lillian
- 2018: Suspects als Roos Brouwers
- 2018: Moordvrouw als Bo Breugel
- 2020: De libi als Lila
- 2021: Woensel West als Rilana
- 2024: Dertigers als Suus
- 2024: De ring als Lois Maarssen
- 2024: Dit is geen kerstfilm als Jos
- 2025: Lekker met de meiden, als Lilly